# Подволок (Забайкальский край)
По́дволок — село в Читинском районе Забайкальского края России. Входит в сельское поселение «Шишкинское».

## Название
Село находится у старинного волока от озера Телемба на реку Читу (приток Ингоды). По утверждению В. Г. Изгачёва 25 ноября 1675 года через место, где сейчас находится село, прошёл караван посольства Н. Г. Спафария в Китай.

## География
Расположено на реке Дровяной, правом притоке реки Читы, в 60 км (по автодороге) к северо-востоку от краевого центра, города Чита, и в 24 км от центра сельского поселения — села Шишкино.

## Население
| 2010 | 2021 |
| ---- | ---- |
| 219  | ↘196 |

## Инфраструктура
Основное занятие жителей — сельскохозяйственное производство в фермерских и личных подсобных хозяйствах. Функционирует фельдшерско-акушерский пункт.